# Macarostola eugeniella
Macarostola eugeniella är en fjärilsart som först beskrevs av Pierre E.L. Viette 1951.  Macarostola eugeniella ingår i släktet Macarostola och familjen styltmalar.
Artens utbredningsområde är:
- Mauritius.
- Madagaskar.

Inga underarter finns listade i Catalogue of Life.